# ワシントン郡区 (アイオワ州ブエナビスタ郡)
ワシントン郡区は、アメリカ合衆国、アイオワ州、ブエナビスタ郡にある16の郡区の一つである。2000年の国勢調査で、人口は663人だった。

## 地理
ワシントン郡区は、90.2平方キロメートル（34.81平方マイル)で、Truesdaleが含まれる。アメリカ地質調査所によると、この郡区はBuena Vista Memorial Parkの1つの霊園が含まれる。